# Brennendes Land (film 1921 Herald)
Brennendes Land è un cortometraggio muto del 1921 diretto da Heinz Herald.

## Produzione
Il film fu prodotto dall'Imperator-Film-Co. mbH (Berlin).

## Distribuzione
Uscì nelle sale cinematografiche tedesche il 10 marzo 1921 con visto di censura B.01477 pubblicato il 3 marzo 1921.